# Drosophila tranquilla
Drosophila tranquilla är en tvåvingeart som beskrevs av Spencer 1943. Drosophila tranquilla ingår i släktet Drosophila och familjen daggflugor.
Artens utbredningsområde är Mexiko.